# 이산가족면회소
이산가족면회소(離散家族面會所)는 조선민주주의인민공화국 강원도 금강산국제관광특구에 위치한 건물이다. 

## 개요

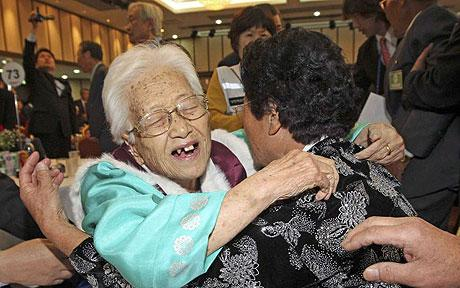
이산가족면회소에서 이산가족 상봉이 이뤄지고 있다.

이산가족면회소 설치는 김대중 대통령과 김정일 국방위원장이 6·15 남북 공동선언에 합의한 이후 후속 조치 이행 차원에서 이뤄졌다. 노무현 정부 시절 착공되었으며 현대건설과 현대아산이 주축이 되어 건설에 나섰다.
남북 이산가족 상봉이 주요 목적이며, 정례화되지는 않았지만 여러 차례 이산가족 상봉을 이곳에서 진행하였다. 2015년 박근혜 정부 당시 한 차례 진행되었으며, 2018년 문재인 정부 당시 한 차례 진행된 바 있다.
남북 관계의 부침에 따라서 폐쇄와 압류를 반복하였다. 2010년에는 북한에서 압류 조치를 취하였다. 2019년에는 김정은 국무위원장이 금강산 내 남측 시설을 철거하라는 의사를 공식적으로 밝혔으나, 코로나바이러스감염증-19 발생으로 실제 행동으로 취하진 못하였다. 2025년 2월 13일, 북한 정부가 일방적으로 시설을 철거를 시작하였다.

## 연혁
- 2005년 시설 착공
- 2008년 시설 완공
- 2025년 시설 철거 시작

## 시설
면회소 동 1, 2층엔 600명을 수용하는 행사장과 회의실, 편의시설 등이 들어서며, 3, 4층에 호텔 구조 78실, 5층~12층에 콘도 구조 128실 등 총 206실의 객실이 마련되어 최대 1,000여 명을 수용할 수 있도록 설계되었다.

## 같이 보기
- 판문점 선언
- 9월 평양공동선언
- 이산가족 상봉
- 이산가족을 찾습니다